# Sedia Cesca
Nel 1928 Marcel Breuer progettò la sedia B 32, che in seguito prese il nome Cesca dal nome della figlia adottiva dell'autore Francesca.

## Descrizione e storia
La sedia nasce da una serie di elaborazioni del modello di Mart Stam. Ludwig Mies van der Rohe, che conosceva la sedia di Stam, aveva realizzato una sedia con una struttura molto più elastica, infatti aveva ideato per primo la sedia senza le gambe posteriori, nel modello "MR 10", facendo proseguire un unico arco a ferro di cavallo a formare la seduta. La sedia di Mies fu esposta nel 1927 in occasione dell'esposizione del Werkbund Die Wohnung per la Weissenhof di Stoccarda, insieme a quella dell'olandese, e Marcel Breuer ebbe modo di vederle. Tuttavia Breuer aveva già ideato uno sgabello ad "U" nel 1925-26 per la mensa del Bauhaus anticipando il principio della sedia a sbalzo.
La sedia di Breuer è realizzata con tubi d'acciaio cromato, legno laccato, legno incurvato, incanniciato. Questa sedia che entrò in produzione nel 1929 è prodotta ancora oggi. Si tratta del modello di sedia cantilever più noto. Attualmente è prodotta da Thonet.

## Nella cultura
Nel film The Brutalist è menzionata e citata in una scena.